# Anzû
Pour les articles homonymes, voir Zu et Anzu (dinosaure).
 (novembre 2016).
Si vous disposez d'ouvrages ou d'articles de référence ou si vous connaissez des sites web de qualité traitant du thème abordé ici, merci de compléter l'article en donnant les références utiles à sa vérifiabilité et en les liant à la section « Notes et références ».

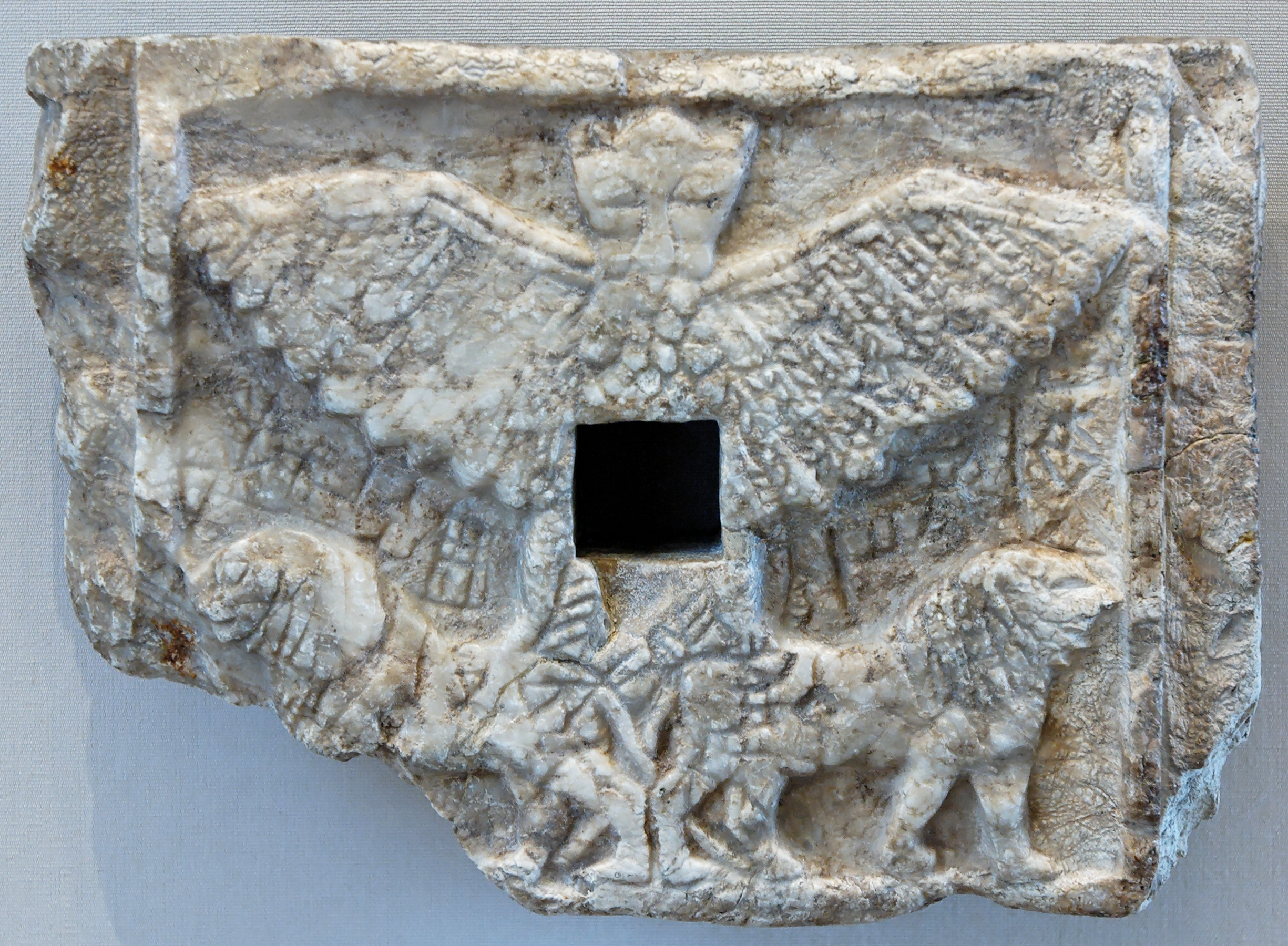
Relief votif d'Ur-Nanshe, roi de Lagash, représentant l'oiseau-tempête divin Anzû (ou I'm-dugud) en aigle léontocéphale. Albâtre, Dynasties Archaïques III (2550-2500 av. J.-C.). Découvert à Tello, ancienne cité de Girsu.

Anzû ou Zu est à l'origine une divinité sumérienne nommée Imdugud. Il s'agit d'un aigle léontocéphale. Anzû est son nom akkadien.
L'épopée de Ninurta rapporte qu'à l'origine Anzû était le serviteur du puissant dieu Enlil. 
L'oiseau tonnerre (il pouvait déchaîner la foudre) rêvait cependant de puissance. Or son maître possédait les « tables du Destin » qui, comme leur nom l'indique, permettaient à celui qui les possédait de commander le destin de tout être. Profitant d'un bain pris par son maître, Anzû lui déroba les tables et s'enfuit.
Parmi les dieux terrifiés, seul le héros Ninurta se résolut à affronter Anzû. Après un combat acharné, il parvint à lui briser les ailes. La suite de l'épopée est manquante. Il est probable que Ninurta finisse par tuer Anzû.

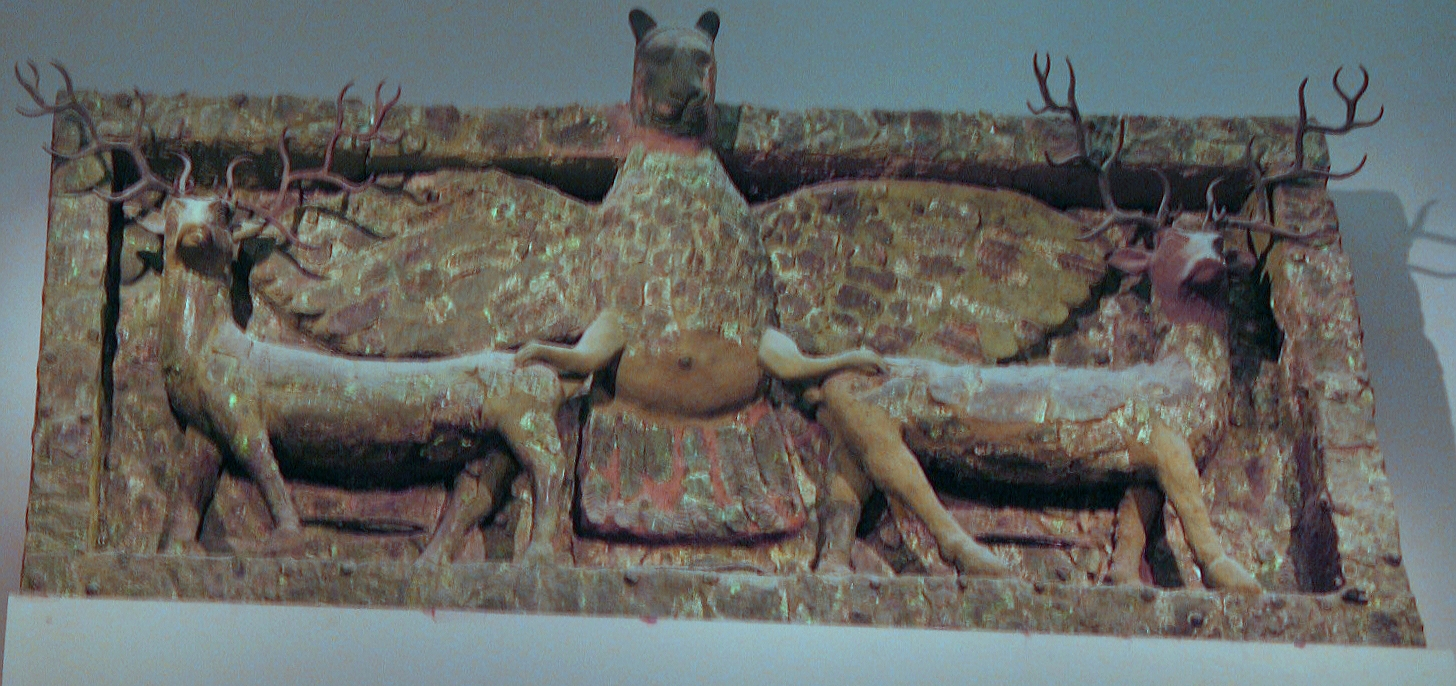
Représentation d'Imdugud, tôles de cuivre sur support en bois (env. 2500 av. J.-C.)

C'est le dieu de la lumière.